# Custódio Pinto
Custódio Pinto (9. únor 1942, Montijo - 21. února 2004, Gondomar) byl portugalský fotbalista, záložník. 

## Fotbalová kariéra
Začínal v týmu CD Montijo. 
Portugalskou ligu hrál za FC Porto a Vitórii Guimarães, nastoupil ve 358 ligových utkáních a dal 107 gólů. V Poháru vítězů pohárů nastoupil v 8 utkáních a dal 6 gólů a ve Veletržním poháru nastoupil v 16 utkáních a dal 3 góly. Kariéru zakončil v nižších portugalských soutěžích v týmech FC Paços de Ferreira, SC Rio Tinto a Oliveira do Bairro SC. Za portugalskou reprezentaci nastoupil v letech 1964-1969 ve 13 utkáních a dal 1 gól. S portugalskou fotbalovou reprezentací získal bronzovou medaili na mistrovství světa roku 1966, ale v utkání nenastoupil a zůstal mezi náhradníky.

## Ligová bilance
| Ročník                        | Zápasy | Góly | Klub                  |
| ----------------------------- | ------ | ---- | --------------------- |
| 2. portugalská liga 1959/1960 | -      | -    | CD Montijo            |
| 2. portugalská liga 1960/1961 | -      | -    | CD Montijo            |
| 1. portugalská liga 1961/1962 | 23     | 9    | FC Porto              |
| 1. portugalská liga 1962/1963 | 26     | 13   | FC Porto              |
| 1. portugalská liga 1963/1964 | 19     | 1    | FC Porto              |
| 1. portugalská liga 1964/1965 | 24     | 5    | FC Porto              |
| 1. portugalská liga 1965/1966 | 23     | 6    | FC Porto              |
| 1. portugalská liga 1966/1967 | 26     | 9    | FC Porto              |
| 1. portugalská liga 1967/1968 | 26     | 6    | FC Porto              |
| 1. portugalská liga 1968/1969 | 23     | 6    | FC Porto              |
| 1. portugalská liga 1969/1970 | 26     | 9    | FC Porto              |
| 1. portugalská liga 1970/1971 | 26     | 5    | FC Porto              |
| 1. portugalská liga 1971/1972 | 30     | 4    | Vitória Guimarães     |
| 1. portugalská liga 1972/1973 | 29     | 8    | Vitória Guimarães     |
| 1. portugalská liga 1973/1974 | 30     | 11   | Vitória Guimarães     |
| 1. portugalská liga 1974/1975 | 27     | 5    | Vitória Guimarães     |
| 2. portugalská liga 1975/1976 | -      | -    | FC Paços de Ferreira  |
| 2. portugalská liga 1976/1977 | -      | -    | FC Paços de Ferreira  |
| 2. portugalská liga 1977/1978 | -      | -    | FC Paços de Ferreira  |
| 2. portugalská liga 1980/1981 | 2      | 0    | Oliveira do Bairro SC |
| 2. portugalská liga 1981/1982 | 1      | 0    | Oliveira do Bairro SC |
| CELKEM 1. portugalská liga    | 358    | 107  |                       |